# 宝野アリカ
宝野 アリカ（たからの ありか、9月28日 - ）は、日本の女性歌手、作詞家、作家。熊本県熊本市出身。血液型はA型。愛称はアリカ様、アリカ姉様など。本名は未公開だが下の名前が「アリ」である事は明かしている。

## 来歴
洋画家の両親のもとで、感性豊かに育つ。アルバムデビューの前後より、CMソングの仕事を始める。詩や散文を書いたり、絵を描いたり、洋服を作ったりパントマイムをやったりして、気ままに過ごすこと数年、1988年に片倉三起也との音楽ユニット「蟻プロジェクト」を結成、1992年7月に「ALI PROJECT」としてメジャーデビュー。同音楽ユニットの作詞・ヴォーカルを務める。他名義にKOARI、宝野ありか、宝野亜莉華がある。またこの他に、自身が主催するロリータ・ファッションブランド「少女貴族」のデザイン・プロデュースをしている。
過去に自分のなりすましが出たことから「私はTwitterやFacebookをやっていませんし、今後もやるつもりは無い」と公式サイト上のブログに発表している。
2024年4月25日の公式ブログにて閲覧用途でX(旧Twitter)を利用していると言及している。

## 歌詞
宝野の歌詞は文語・漢語を主体とした硬質な響きを多用しており、頽廃・幻想・神話世界・世紀末・近未来／レトロフューチャー、エロティシズム、ヒロイズム、シノワズリなどの主題を好む傾向が強い。その蒼然とした言い回しそのものや宝野の擬古調・声楽調のヴォーカルとあいまって異彩を放っている。また宝野は自身が述べるように、三島由紀夫・中井英夫・澁澤龍彦・寺山修司・皆川博子・赤江瀑・倉橋由美子・服部まゆみ・久世光彦などの幻想・頽廃文学、映画などにも傾倒しており、それらへのオマージュとしての詩作も少なくない。ただし初期は方向性のひとつがガールズ・ポップスだったからか、ある種の少女漫画的な意匠や表現を用いることもあった。

## ディスコグラフィー
「ALI PROJECT」および「蟻プロジェクト」での活動はALI PROJECT#作品を参照

### 「宝野ありか」名義
- 「魔女の宅急便・ヴォーカルアルバム」（アニメージュ／徳間、1989年11月25日）収録
  - 黄昏の迷い子たち
- 「魔女の宅急便・ヴォーカルアルバム」「アニメージュ・ヴォーカル・コレクション」（1990年9月25日）「宮崎駿アニメ・ザ・ベスト」（1993年12月21日）（アニメージュ／徳間）収録
  - 鳥になった私
  - 好きなのに！
- 「千夜恋歌 原ちえこ 静とベンケー、古の時空を訪ねて」（1991年9月21日）「ザ・ベスト・オブ・アニメル〜コミックス編」（1992年2月21日）（アニメル）収録
  - 新しい予感
- 「THE BEST COLLECTION」（ユニバーサルシグマ、2006年6月7日）収録
  - さくらが咲いたよ（作詞のみ）

### 「宝野アリカ」名義
- 「ふくやま劇場『なつのひみつ』オリジナル・サウンドトラック」（ユーメックス、1990年8月29日）収録、『ふくやま劇場 なつのひみつ』（ユーメックス、1990年9月27日）に使用
  - 月のことば
  - Fairy Taleは終わらない -チカチカのテーマ-
- 「Credo -Believe in something-」（東芝EMI、1990年9月27日）収録、（草尾毅のアルバム）
  - 太陽が騒ぐ島（作詞のみ）
  - セビリアの恋人（作詞のみ）
- 「おとめの反乱」（ポリドール、1991年4月1日）収録
  - おとめの反乱（作詞のみ）
  - 恋の唐獅子牡丹（作詞のみ）
- 「卒業までの1000日」（1991年4月21日）「あなたもハッピーエンド」（1992年2月12日）（VAP）収録
  - 卒業までの1000日
- 「恋人は守護霊!?イメージアルバム」（ユーメックス、1991年5月31日）収録
  - やめられないもん
  - 守護霊狂奏曲（高尾直樹と共にボーカルを担当。）
  - 雪降る夜のLove Song
- 「『月がのぼるまでに』オリジナル・サウンドトラック」（ユーメックス、1991年10月9日）収録、OVA『月がのぼるまでに』（ユーメックス、1991年11月8日）に使用
  - 星降る夜のおくりもの
- 『入院ボッキ物語 おだいじに!』第一話・第二話（VAP、1991年12月5日)エンディング
  - おだいじに!（河原佳代子と共にボーカルを担当。）
- 「SNOW DROP〜恋人は守護霊!? イメージアルバム2」（ユーメックス、1992年2月12日）収録
  - 怪傑赤ずきん
  - バレンタインはけっこう大変
  - HAPPY BIRTHDAY TO JESUS
  - 愛はひとつじゃないヨ
- 「『りびんぐゲーム』オリジナル・アルバム」（ユーメックス、1993年1月27日）収録
  - もうすぐ16!
  - Yesterdays
- 「地上の楽園」（パイオニアLDC、1994年7月27日）収録
  - さくらが咲いたよ（作詞のみ）
- 「『放課後の職員室』 イメージサウンドトラック」（トゥループロジェクト、1994年8月10日）
  - Out of a Delusion（作詞のみ）
- 「カアニバルソレイユ」（EMIミュージック・ジャパン、1997年5月8日）収録
  - カアニバルソレイユ（作詞のみ）
- 映画『チョッちゃん物語』（BMGジャパン、1998年3月21日）エンディング
  - 祈り
- 「時空の迷い人」（フライングドッグ、2020年5月13日）収録
  - 時空の迷い人
  - 薔薇異形
    - TVアニメ「八男って、それはないでしょう!」タイアップ曲。デーモン閣下とのコラボレーションとなっている。『時空の迷い人』の作曲はデーモン閣下、編曲はAnders Rydholm。カップリング曲の『薔薇異形』の作曲は片倉三起也。両曲とも、作詞はデーモン閣下との共作となっている。

## 著書
- 薔薇色翠星歌劇団 (1998年、愛育社、ISBN 4750000388)
- 少女遊戯 (2002年、愛育社、ISBN 4750001287)
- 血と蜜 宝野アリカ歌詞詩集 (2003年、愛育社、ISBN 4750001570)
- 人造美女は可能か? (2006年、慶應義塾大学出版会、ISBN 9784766413014) - 巽孝之・荻野アンナ 編著。宝野も著者の1人として参加。

## 楽曲提供
- 相坂優歌
  - 翡翠蝶の棲む処（作詞）
- Wink
  - 月と太陽（作詞）
- 茅原実里
  - Celestial Diva（作詞）
- AAA
  - ZERO（作詞）
- 久石譲
  - さくらが咲いたよ（作詞）
- petit milady
  - 緋ノ糸輪廻ノGEMINI（作詞）
- Valkyrie
  - 魅惑劇（作詞）
  - 聖少年遊戯（作詞）
- JAM Project
  - 龍驤-Ryujou（作詞）

## 連載
- 雪華懺悔録（『YOMBN』連載） - 連載は終了しているが全て無料で閲覧可能